# 26-os busz (Kecskemét)
A kecskeméti 26-os jelzésű autóbusz a Széchenyi térről indulva körjáratként közlekedett, érintette Szeleifalut és Rendőrfalut. A viszonylatot a Kecskeméti Közlekedési Központ megrendelésére az Inter Tan-Ker Zrt. üzemeltette.

## Története
A járatot 2020. március 23-án a koronavírus-járvány miatt bevezetett elégséges szolgáltatást biztosító menetrend részeként indították el a 2-es és 6-os buszok összevonásával.
A május 25-ei menetrendben már nem szerepelt, mert újraindították a 2-es és 6-os jelzésű járatokat.

## Útvonala
| Széchenyi tér ► Rendőrfalu ► Szeleifalu ► Széchenyi tér |
| --- |
| Széchenyi tér vá. – Szilády Károly körút – Kölcsey utca – Dobó István körút – Batthyány utca – Halasi út – Mindszenti körút – Matkói út – Szent László körút – Könyves Kálmán körút – Izsáki út – Dr. Szobornya Zoltán utca – Wéber Ede utca – Kiskőrösi út – Küküllő utca – Batthyány utca – Katona József tér – Csányi János körút – Koháry István körút – Piaristák tere – Hornyik János körút – Széchenyi tér vá. |

## Megállóhelyei
| 0  | Széchenyi tér végállomás | 1, 2D, 3, 4, 7, 10, 12, 13K, 14, 23, 29, 62, 111, 215, 916   |
| 1  | Dobó körút               | 1, 2D, 4, 7, 13K, 15, 32, 62, 111 Helyközi buszok            |
| 3  | Rávágy tér               | 2D, 32, 62 Helyközi buszok                                   |
| 5  | Mátis utca               | 2D, 32, 62 Helyközi buszok S210 (Kecskemét alsó)             |
| 7  | Halasi úti felüljáró     | 2D, 32, 62 Helyközi buszok                                   |
| 8  | Matkói út                | 2D                                                           |
| 9  | Phoenix Pharma           | 2D                                                           |
| 10 | Sanyó Presszó            | 2D                                                           |
| 14 | TÜZÉP                    | 1D, 15D, 62                                                  |
| 15 | Könyves Kálmán körút 64. | 1D, 15D, 62 Helyközi buszok                                  |
| 18 | Hullám Vendéglő          | 1, 62, 111 Helyközi buszok                                   |
| 20 | Wéber Ede utca           |                                                              |
| 22 | Inkubátorház             | 62                                                           |
| 23 | Béke iskola              | 62                                                           |
| 24 | Rákóczi iskola           | 14D, 62, 215                                                 |
| 26 | Rávágy tér               | 2D, 32, 62 Helyközi buszok                                   |
| 27 | Katona József Színház    | 1, 2D, 3, 4, 7, 12, 13K, 15, 23, 32, 62, 111 Helyközi buszok |
| 30 | Széchenyi tér végállomás | 1, 2D, 3, 4, 7, 10, 12, 13K, 14, 23, 29, 62, 111, 215, 916   |